# Tomas Arejola
Tomas Arejola (ur. 18 września 1866, zm. w maju 1926) – filipiński polityk i prawnik.

## Życiorys
Urodził się w mieście ówcześnie znanym jako Nueva Caceres, zatem w dzisiejszym Naga w Bikolu. Był synem Antonio Arejoli oraz Emeterii Padilli. Pochodził z zamożnej rodziny. Studiował rolnictwo na Colegio de San Juan de Letran a także prawo na Universidad de Santo Tomas. W sierpniu 1888 wyjechał z kraju, by kontynuować studia prawnicze na madryckim Universidad Central. Włączył się w działalność ruchu na rzecz głębokich przemian politycznych na wciąż pozostających kolonialną posiadłością Hiszpanii Filipinach. Był członkiem Asociacion Hispano-Filipino, założonego przez Miguela Moraytę. Wspierał tendencje reformatorskie w strukturach władzy w metropolii, w tym wejście w życie tak zwanego dekretu Maury z 1893. Prawo to dawało pewną autonomię filipińskim instytucjom, w zdecydowany sposób poszerzając ich uprawnienia oraz zakres obowiązków.
Arejola utworzył Circulo Hispano-Filipino oraz został jego pierwszym przewodniczącym. Wśród zarządzających tą grupą znalazł się także Mariano Ponce – jako jej sekretarz. Wzięty publicysta, umiejętnie wykorzystywał hiszpańską prasę do opisywania nadużyć władzy na Filipinach. Wybuch rewolucji z 1896 poskutkował jego osadzeniem w jednym z madryckich więzień. Konsekwencje niepodległościowego zrywu Filipińczyków były odczuwane również przez jego najbliższą rodzinę. Ojca bowiem zesłano na Fernando Po w zachodniej części Afryki. Sam Tomas po opuszczeniu więzienia pozostał w Hiszpanii kontynuując działalność publicystyczną. Został in absentia wybrany w skład Kongresu z Malolos. Udał się następnie do Singapuru oraz Hongkongu, gdzie starał się aktywizować politycznie diasporę filipińską, jak również zapewnić jej ramy organizacyjne. Między 1902 a 1906 przebywał z kolei w Japonii. Po powrocie na Filipiny włączył się w działalność Partii Nacjonalistycznej. Z jej ramienia oraz jako reprezentant rodzinnego Bikolu zasiadł w Zgromadzeniu Filipińskim. Był jednym z autorów ustawy o systemie bibliotek publicznych z 1908. W 1916 kandydował z powodzeniem do Senatu. Mandatu jednak ostatecznie nie objął, bowiem wybory zostały unieważnione. Wycofał się następnie z polityki. Poślubił Mercedes Caldera y Olarte, małżeństwo niemniej nie doczekało się potomstwa.